# Bera Upazila
Bera Upazila är ett underdistrikt i Bangladesh.   Det ligger i provinsen Rajshahi, i den centrala delen av landet, 90 kilometer väster om huvudstaden Dhaka.
Trakten runt Bera Upazila består till största delen av jordbruksmark. Runt Bera Upazila är det mycket tätbefolkat, med 2 103 invånare per kvadratkilometer.